# Luise Andruskevicius
Luise Andruskevicius (São Paulo, 4 de fevereiro), é uma atriz, apresentadora e modelo brasileira.

## Biografia
Iniciou sua carreira em 1989 com filmes publicitários. Em 1995 entrou no Teatro Escola Macunaíma, no curso de Arte Dramática, tornando-se uma profissional da área. Formada também em Bacharel - Artes Cênicas e Licenciatura Plena em Educação Artística pela Faculdade Paulista de Artes.
Atuou em mais de 500 filmes publicitários, 50 peças teatrais e participou de algumas telenovelas como Chiquititas, Corações Feridos, Revelação, e Cristal . Teve também participação no seriado Mother da GNT e Sai de Baixo da Globo.

## Televisão
- 2010 – “Corações Feridos” - SBT
- 2008 – Participação no seriado “Mother” da GNT
- 2008 – “Revelação” - SBT;
- 2006 – “Cristal” - SBT;
- 2004 – “Metamorphoses” - RECORD;
- 1999 – “Tiro e Queda” - RECORD;
- 1999 – “Sai de Baixo” - GLOBO.

## Teatro
- 2011 – As Mulheres de Cássia – Texto e Direção: Hermano Leitão. Terceira leitura do I Ciclo Criando Condições de Leituras Dramatizadas
- 2006 – Bodas de Sangue – Garcia Lorca - Direção: Christina Trevisan
- 2005 – Nossa Cidade[2] - Thornton Wilder – Direção: Jairo Maciel
- 2005 – O Rinoceronte – De Ionesco – Direção: Roberto Vignati
- 2004 – Sonho de uma Noite de Verão – De William Shakespeare – Direção: Ivano Lima
- 2004 – Prometeu Acorrentado - De Ésquilo – Direção: André Latorre
- 2003 – Foi Bom Meu Bem? - De Luiz Alberto de Abreu – Direção: André Latorre
- 2001 – Dom Casmurro - De Machado de Assis – Direção: Rick Von
- 1999/1998 –  Algumas Poesias, no retrato da Juventude - De Rony Guilherme - Direção: Rony Guilherme
- 1998 – Esperando Godot  - De Samuel Beckett - Direção: Gerson Steves
- 1997 – O Inesperado - De JC Augusto - Direção: JC Augusto
- 1997 – Nada de Novo, Tudo de Novo - De Erlon J. Paschoal, Margarete Galvão e Mauro Rasi - Dir: Líneu Carlos Constantino
- 1997 – Senhor Puntila e Seu Criado Matte - De Bertolt Brecht - Direção: Luiz Baccelli
- 1995 – Fragmentos de Tennessee Willians - De Tennessee Willians - Direção: Carlos Cardoso